# Ловелл (селище, Вісконсин)
Ловелл (англ. Lowell) — селище (англ. village) в США, в окрузі Додж штату Вісконсин. Населення — 340 осіб (2010).

## Географія
Ловелл розташований за координатами 43°20′1″ пн. ш. 88°48′49″ зх. д. / 43.33361° пн. ш. 88.81361° зх. д. (43.333556, -88.813679). За даними Бюро перепису населення США в 2010 році селище мало площу 2,70 км², з яких 2,58 км² — суходіл та 0,12 км² — водойми.

## Демографія
Згідно з переписом 2010 року, у селищі мешкало 340 осіб у 136 домогосподарствах у складі 89 родин. Густота населення становила 126 осіб/км². Було 163 помешкання (60/км²).
Расовий склад населення:
| - 99,4 % — білих - 0,3 % — корінних американців - 0,3 % — чорних або афроамериканців |

До двох чи більше рас належало 0,0 %. Частка іспаномовних становила 1,5 % від усіх жителів.
За віковим діапазоном населення розподілялося таким чином: 21,5 % — особи молодші 18 років, 65,6 % — особи у віці 18—64 років, 12,9 % — особи у віці 65 років та старші. Медіана віку мешканця становила 42,3 року. На 100 осіб жіночої статі у селищі припадало 102,4 чоловіків; на 100 жінок у віці від 18 років та старших — 102,3 чоловіків також старших 18 років.
Середній дохід на одне домашнє господарство становив 50 471 долар США (медіана — 46 563), а середній дохід на одну сім'ю — 53 600 доларів (медіана — 46 964). Медіана доходів становила 43 750 доларів для чоловіків та 33 125 доларів для жінок. За межею бідності перебувало 8,2 % осіб, у тому числі 12,0 % дітей у віці до 18 років та 9,3 % осіб у віці 65 років та старших.
Цивільне працевлаштоване населення становило 137 осіб. Основні галузі зайнятості: виробництво — 29,9 %, освіта, охорона здоров'я та соціальна допомога — 16,1 %, роздрібна торгівля — 14,6 %.